# Hoplitis lebanotica
Hoplitis lebanotica är en biart som först beskrevs av Mavromoustakis 1955.  Hoplitis lebanotica ingår i släktet gnagbin, och familjen buksamlarbin. Inga underarter finns listade i Catalogue of Life.